# World Cosplay Summit
O World Cosplay Summit (世界コスプレサミット, Sekai Kosupure Samitto), também conhecido como WCS, é um campeonato mundial de cosplay, organizado pela TV Aichi até 2013, e que acontece na cidade de Nagoya, Aichi, no Japão

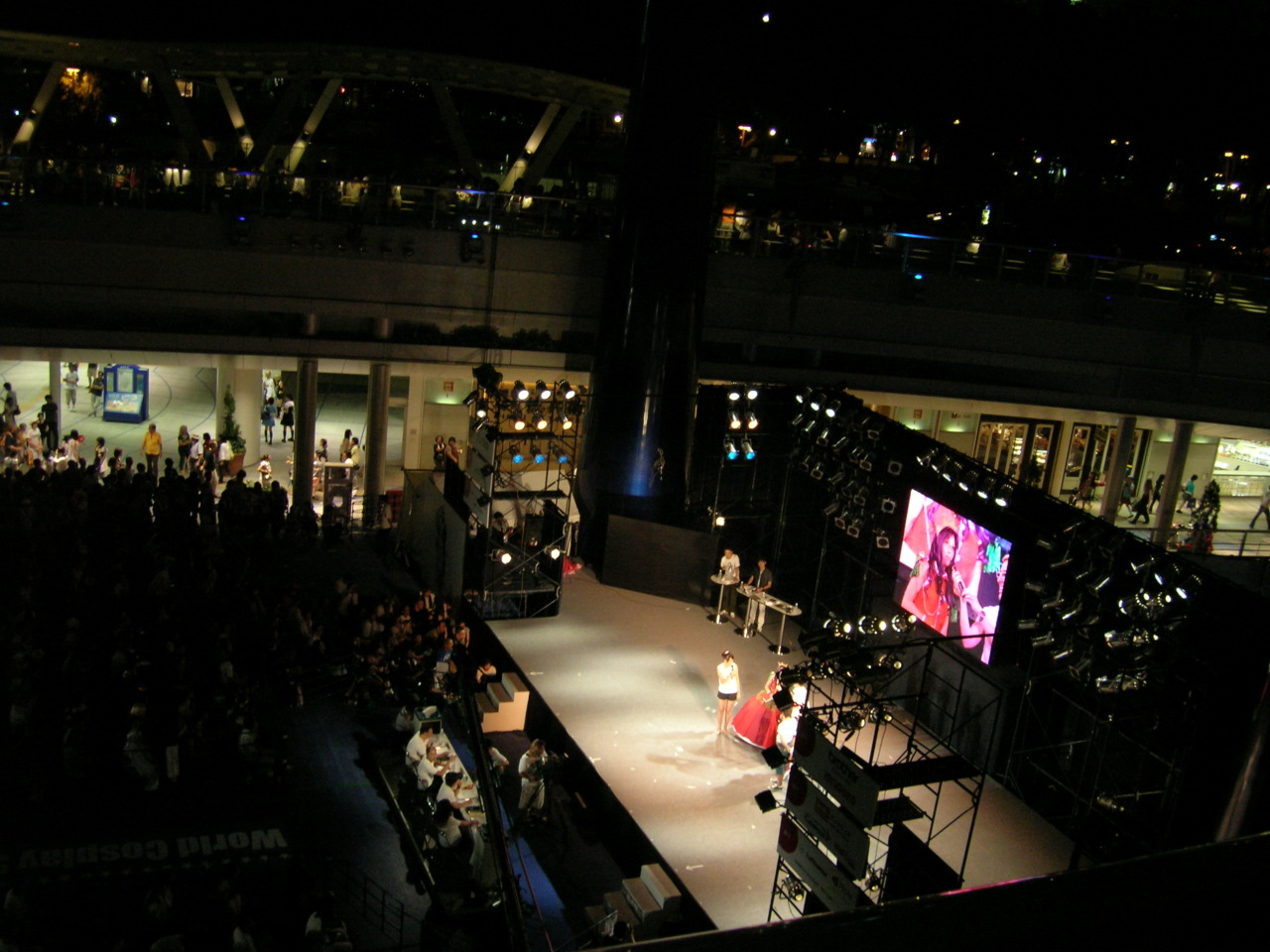
World Cosplay Summit de 2008.

Desde 2014 o WCS virou uma organização, independente da Aichi TV, e passou a realizar eventos relacionados ao universo otaku, o formato do campeonato, porém, continua o mesmo.
Desde então, o WCS ganhou mais visibilidade, além de realizar eventos em outros locais durante a semana que antecede a grande final.

Em 2015 a cerimonia de abertura aconteceu no Laguna Ten Bosh, um parque temático na cidade de Gamagori, Aichi, além do evento de abertura, ainda aconteceu uma "balada" cosplay, batizada de "cosplay all night", que foi aberto para o público cosplay, que pôde aproveitar as dependências do parque para tirar fotos nos mais diversos cenários que o local oferece, além da presença de artistas famosos na cena otaku japonesa.

Durante a semana ainda ocorreu um evento no parque Meiji Mura, um parque temático baseado na era Meiji, localizado em Inuyama, Aichi.

## História

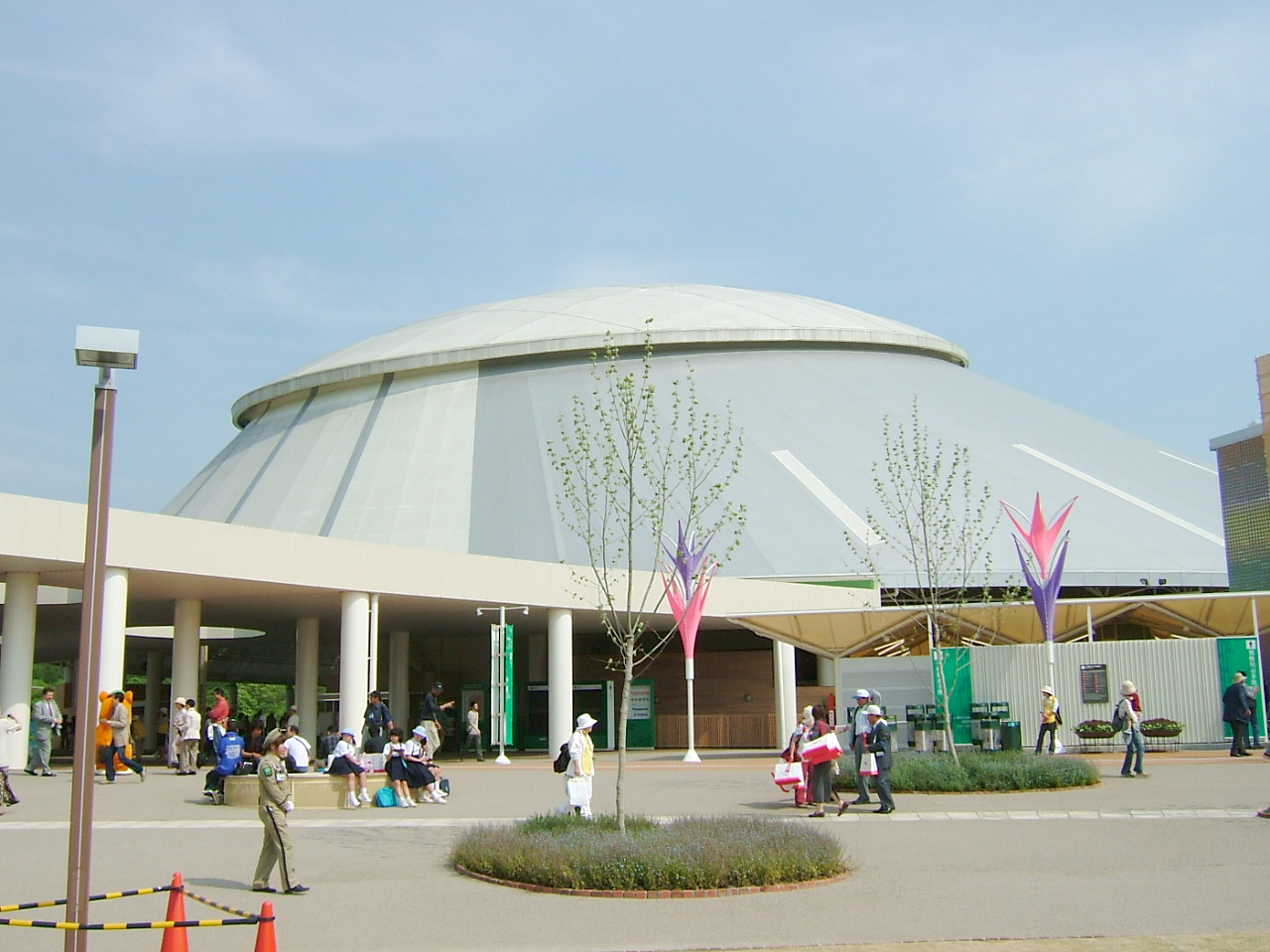
Expo Dome, o local do Cosplay Championship de 2005.

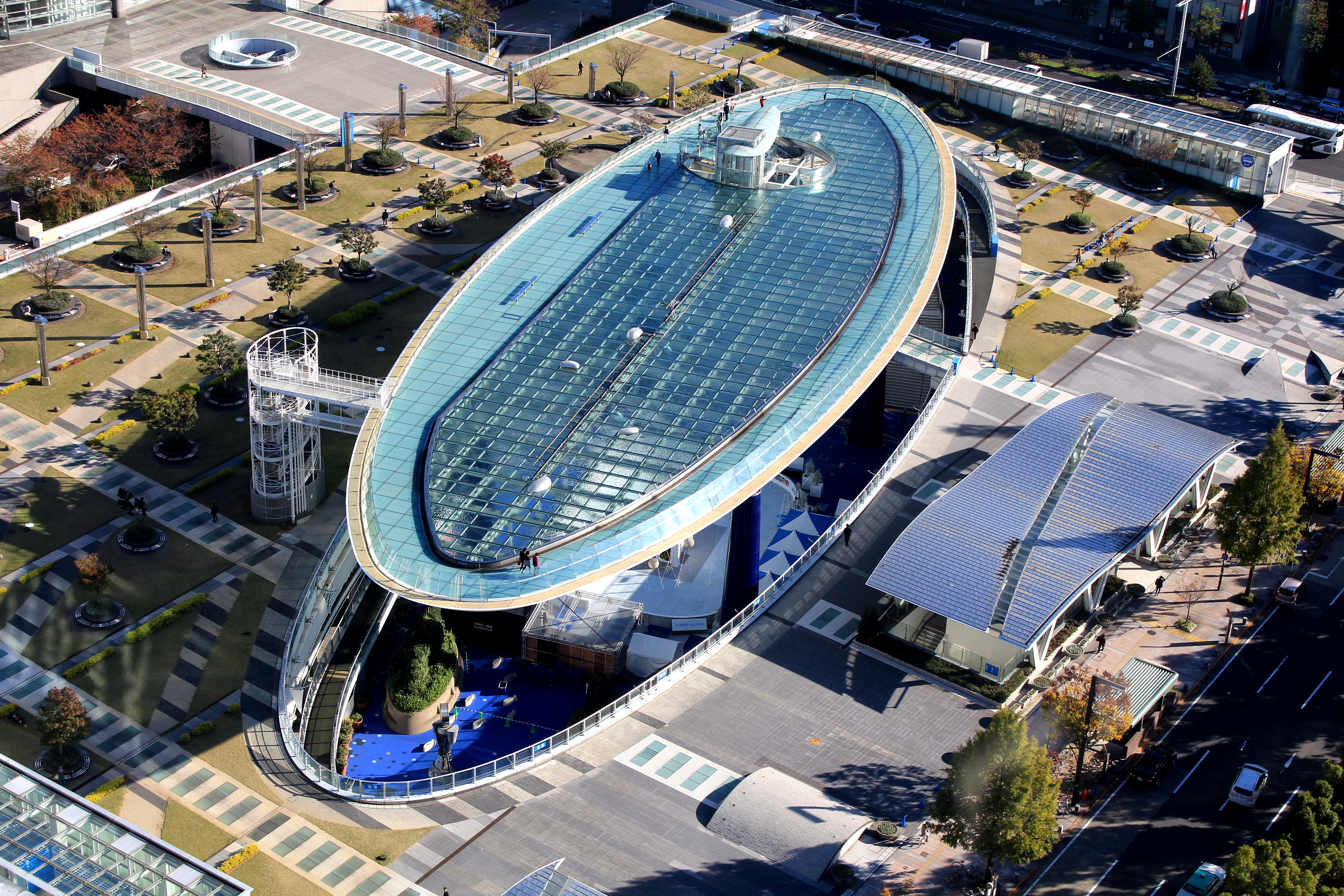
Oasis21, o local do Cosplay Championship de 2006 até 2013.

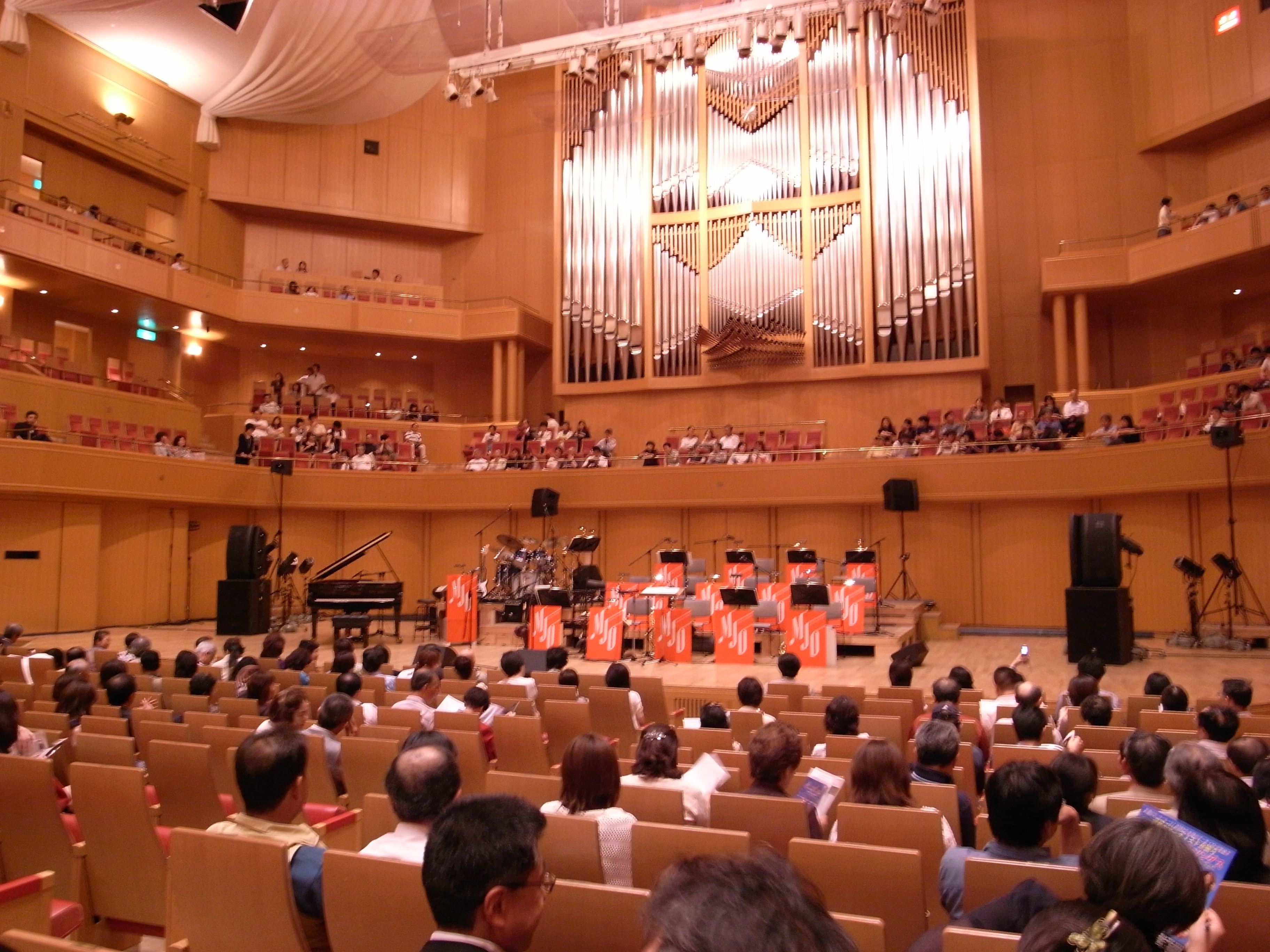
Aichi Arts Center, o local do Cosplay Championshi de 2014 e dos anos seguintes.

O primeiro WCS aconteceu em 2003, como resposta a popularidade internacional de cosplay, feito por fanáticos de anime e mangá japonês e teve uma apresentação especial na Expo 2005, em Nagoya. O evento tem crescido ano a ano e passou a incluir 34 países com 68 cosplayers e engloba eventos como o Cosplay Osu Parade e Cosplay World Championship.

### 2003
O primeiro evento foi realizado em 12 de Outubro no Rose Court Hotel de Nagoya. Cinco cosplayers foram convidados, esses sendo provenientes da Alemanha, França e Itália; havia juízes e sessões de fotos.
A TV Aichi, organizadora do WCS, documentou a realidade dos mangás e dos animes em Frankfurt (Alemanha), Paris (França) e Roma (Itália), em um programa chamado "MANGÁ é uma língua franca do mundo" (MANGAは世界の共通語?). O mesmo foi exibido no dia 24 de Novembro.

### 2004
Foi realizado no dia 1 de Agosto na área comercial de Ōsu em Naka-ku, de Nagoya. Oito cosplayers foram convidados, sendo eles da Alemanha, França, Itália e Estados Unidos.
O Cosplayer Parade começou a ser realizada a partir deste ano. Cem cosplayers japoneses participaram da parada, junto com cosplayers estrangeiros.

### 2005
O evento teve dois lugares: o Cosplayer Parade foi feito em Ōsu em 31 de Julho e o Cosplay Championship aconteceu na Expo Dome no dia 7 de Agosto, durante o Expo 2005. Quarenta pessoas de sete países participaram do primeiro "Cosplay Championship", e a Itália ganhou o concurso.
O propósito desse evento foi animar a Expo 2005 em Nagoya, portanto, o organizador da Expo (a Associação Japonesa da Exposição Mundial de 2005) patrocinou o WCS de 2005.
O país vencedor da competição foi a Itália.

### 2006
O Cosplay Championship foi realizado pela  primeira vez do estádio Oasis 21, em Sakae, Nagoya. Nove países competiram (Itália, Alemanha, França, Japão, China, Espanha, Tailândia, Singapura e Brasil), com o total de 22 cosplayers participantes.
O WCS ganhou o apoio do Ministério dos Negócios Estrangeiros (MOFA) e do Ministério da Terra, Infraestrutura e Transportes (MLIT). Mais de 5000 pessoas participaram do evento Cosplay Championship.
O país vencedor da competição foi o Brasil.

### 2007
Novamente o Cosplay Championship foi realizado no Oasis 21. Neste ano doze países participaram, com um total de 28 cosplayers participantes de todo o mundo. Cerca de 10.000 pessoas assistiram ao evento.
Naquela noite, o "World Cosplay Summit 2007: Giza-Suge Yatsura ga yattekita Z!"(World Cosplay Summit 2007: O Super Cool Chegaram!) foi televisionado.
O evento tornou-se uma parte do "Visite o Japão", campanha do MLIT em 2007.
O país vencedor da competição foi a França.

### 2008
O Ministério da Economia, Comércio e Indústria (METI) começou a patrocinar o evento. Cerca de 300 cosplayers participaram da parada. Treze países, com um total de 28 cosplayers -cada um representando o seu país-, performaram no Campeonato na frente de 12.000 visitantes.
A TV Aichi transmitiu um documentário especial chamado "World Cosplay Summit 2008 -! Everyone's Heroes get together!".
O país vencedor da competição foi o Brasil (Segunda vitória)

### 2009
Em abril de 2009, foi criada a "World Cosplay Summit Executive Committee" para apoiar o desenvolvimento e a expansão da WCS. O Osu Parade cresceu para 500 pessoas. Trinta cosplayers, representantes de 15 países, fizeram suas apresentações no Campeonato na frente de 12.000 visitantes.
O evento de apoio, "Primeiro Simpósio Internacional" foi realizado na Universidade de Nagoya, onde "EXTERIORMENTE: Impacto Mundial do Cosplay e Interpretações no Japão" foi discutido.
O país vencedor foi o Japão.

### 2010
Uma nova categoria de 50 pontos de bônus foi adicionado ao julgamento. Nessa edição, a Malásia se torna o 16º país a participar do World Cosplay Summit, tendo a sua estreia apenas no ano seguinte.
O país vencedor foi a Itália (Segunda vitória).

### 2011
Os Países Baixos entra para a competição.
O país vencedor foi o Brasil (Terceira vitória).

### 2012
Rússia, Reino Unido e Indonésia entram na competição, tendo assim, 20 países participantes.
O país vencedor foi o Japão (Segunda vitória)

### 2013
Vietnã, Filipinas, Hong Kong, Taiwan e Portugal entraram no evento como "Nações Observadoras".
O país vencedor foi a Itália (Terceira vitória)

### 2014
Portugal e Kuwait foram selecionados para participar da competição (o segundo país sendo o primeiro do Oriente Médio a fazer parte desse evento), elevando, assim, o número de países participantes para 26.
O país vencedor foi a Rússia (Primeira vitória)

### 2015
Com a inclusão do Canadá e da Suécia como Nações Observadoras, o número de participantes agora é de 28.
O país vencedor foi o México (Primeira vitória)

### 2016
Índia (a primeira nação do sul da Ásia) e a Suíça se juntaram ao WCS, totalizando 30 países participantes. O Campeonato Mundial de Cosplay tornou-se um evento dividido em duas etapas. A 1ª Fase, realizada no sábado, os participantes dividiram-se em dois grupos de 15 equipes, julgados por dois júris diferentes e 8 equipes são selecionadas de cada grupo. Apenas prêmios especiais são premiados no final da primeira fase. A 2ª Fase, realizada no domingo (a Osu Parade ainda ocorre regularmente no início do mesmo dia), as 16 equipes selecionadas trazem seus trajes novamente na frente de um terceiro júri. Apenas o 3º lugar, 2º lugar e Grand Champion são premiados durante essa fase final. Minutos após o final da 1ª etapa, descobriu-se um erro na contagem de votos que causou as equipes da Alemanha e Coréia do Sul não serem admitidos na 2ª etapa. A organização decidiu admiti-los enquanto não excluía outras equipes que haviam passado devido ao erro, trazendo o número total de participantes da 2ª fase para 18 equipes.
O país vencedor foi a Indonésia (Primeira vitória)

### 2017
Bélgica, Chile, Mianmar, Porto Rico, Emirados Árabes Unidos se juntaram à World Cosplay Summit 2017. O Kuwait, que anteriormente participou, não participou deste ano devido a circunstâncias não divulgadas, trazendo o número de nações/regiões participantes para 34. Este foi o primeiro ano da World Cosplay Summit permitiu o uso de diálogos e cenários das adaptações live action japonesas para performances.
O país vencedor foi a China (Primeira vitória)

## Histórico do World Cosplay Summit Brasil
Em 2006, logo em sua primeira participação, o Brasil sagrou-se campeão, ao levar a dupla formada pelos irmãos Maurício e Mônica Somenzari. A dupla trajava cosplays do mangá Angel Sanctuary, respectivamente, o anjo inorgânico Rociel e ela a anjo orgânico Alexiel.
Os irmãos realizaram uma performance envolvente, unindo interpretação, luta, teatro e diálogos em japonês. Superando as favoritas duplas do Japão, Itália e de outros países.
No ano de 2007, Thaís Jussim (Yuki) e Marcelo Fernande s(Vingaard) representaram o país com cosplays de InuYasha, no entanto neste ano o Brasil não teve a mesma sorte e acabou não ficando nem mesmo entre os 3 primeiros colocados.
No ano de 2008, Gabriel Niemietz (Hyoga) e Jéssica Campos (Pandy) foram os representantes brasileiros, reproduzindo o anime Burst Angel (Bakuretsu Tenshi). Eles venceram a etapa brasileira, disputada com outras 14 duplas de todo o Brasil, na final realizada no teatro Elis Regina no Anhembi, em pleno evento de comemoração dos 100 anos da imigração japonesa.
A dupla Gabriel e Jéssica, usando a mesma performance utilizada no Brasil, também venceu o WCS no Japão, enfrentando outros 12 países, tornando assim, o Brasil o único país bicampeão do WCS até 2010 (posteriormente a Itália também se tornou bicampeão do evento).
Em 2009 o Brasil foi representado no Japão pela dupla Juno Cecilio e Renan Aguiar (Mãozinha) com cosplays de One Piece, no entanto, a dupla foi prejudicada devido à proibição dos personagens da editora Shueisha, sendo obrigados a criar uma nova apresentação e novos cosplays em apenas duas semanas. Mais uma vez o Brasil não obteve êxito, não ficando também nem mesmo entre os 3 primeiro colocados.
Em 2010, o Brasil foi representado no Japão pela dupla Gabriel Niemietz (que, curiosamente, participou do WCS em 2008 e saiu vitorioso, junto com Jéssica Campos) e Gabrielle Valério, mas, como em 2009, não teve êxito, porém, ficou entre os 3 primeiros lugares.
Em 2011, o Brasil foi representado no evento pela dupla Maurício Somenzari Leite Olivas e Mônica Somenzari Leite Olivas (que participaram do evento em 2006 e foram campeões) e ganharam a competição, fazendo do Brasil tri-campeão do World Cosplay Summit e o país com mais vitórias.
Em 2012, o Brasil enviou a dupla Bruno Lorandi e Débora Guerra para representar o país e os mesmos conseguiram conquistar o quarto lugar, além do prêmio de Melhor Personalização de Peruca.
Em 2013, o Brasil novamente foi representado pela dupla Maurício Somenzari Leite Olivas e Mônica Somenzari Leite Olivas e os mesmos conseguiram conquistar o quarto lugar.
Para 2014, o Brasil enviou a dupla Tiago Diemer e Bruno Pazzim que conseguiram o direito de representar o país conseguindo o 2º lugar em 2013, mudança essa feita para o Brasil se ajustar com o calendário do WCS.

## Países participantes
Em negrito, países que estrearam na competição.
- 2003 -  Alemanha,  França,  Itália e  Japão.
- 2004 -  Alemanha,  França,  Itália,  Japão e  Estados Unidos.
- 2005 -  Alemanha,  França,  Itália,  Japão,  Estados Unidos,  China e  Espanha.
- 2006 -  Alemanha,  França,  Itália,  Japão,  China,  Espanha,  Brasil,  Singapura e  Tailândia.
- 2007 -  Alemanha,  França,  Itália,  Japão,  China,  Espanha,  Brasil,  Singapura,  Tailândia,  Dinamarca,  Coreia do Sul e  México.
- 2008 -  Alemanha,  França,  Itália,  Japão,  Estados Unidos,  China,  Espanha,  Brasil,  Singapura,  Tailândia,  Dinamarca,  Coreia do Sul e  México. (Não houve país estreante)
- 2009 -  Alemanha,  França,  Itália,  Japão,  Estados Unidos,  China,  Espanha,  Brasil,  Singapura,  Tailândia,  Dinamarca,  Coreia do Sul,  México,  Austrália e  Finlândia.
- 2010 -  Alemanha,  França,  Itália,  Japão,  Estados Unidos,  China,  Espanha,  Brasil,  Singapura,  Tailândia,  Dinamarca,  Coreia do Sul,  México,  Austrália e  Finlândia. (Não houve país estreante)
- 2011 -  Alemanha,  França,  Itália,  Japão,  Estados Unidos,  China,  Espanha,  Brasil,  Singapura,  Tailândia,  Dinamarca,  Coreia do Sul,  México,  Austrália,  Finlândia,  Malásia[4] e  Países Baixos.[5]
- 2012 -  Alemanha,  França,  Itália,  Japão,  Estados Unidos,  China,  Espanha,  Brasil,  Singapura,  Tailândia,  Dinamarca,  Coreia do Sul,  México,  Austrália,  Finlândia,  Malásia,  Países Baixos,  Rússia,  Reino Unido e  Indonésia.[6]
- 2013 -  Alemanha,  França,  Itália,  Japão,  Estados Unidos,  China,  Espanha,  Brasil,  Singapura,  Tailândia,  Dinamarca,  Coreia do Sul,  México,  Austrália,  Finlândia,  Malásia,  Países Baixos,  Rússia,  Reino Unido e  Indonésia.
- 2014 -  Alemanha,  França,  Itália,  Japão,  Estados Unidos,  China,  Espanha,  Brasil,  Singapura,  Tailândia,  Dinamarca,  Coreia do Sul,  México,  Austrália,  Finlândia,  Malásia,  Países Baixos,  Rússia,  Reino Unido,  Indonésia,  Kuwait(como Nação Observadora) e  Portugal(como Nação Observadora).
- 2015 -  Alemanha,  França,  Itália,  Japão,  Estados Unidos,  China,  Espanha,  Brasil,  Singapura,  Tailândia,  Dinamarca,  Coreia do Sul,  México,  Austrália,  Finlândia,  Malásia,  Países Baixos,  Rússia,  Reino Unido,  Indonésia,  Kuwait(como Nação Observadora),  Portugal(como Nação Observadora),  Canadá(como Nação Observadora) e  Suécia(como Nação Observadora).

Nações Observadoras:  Vietnã,  Filipinas,  Taiwan,  Hong Kong,  Portugal,  Kuwait,  Canadá e  Suécia.

## Jurados

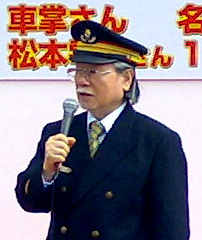
Leiji Matsumoto foi jurado do WCS na edição de 2005.

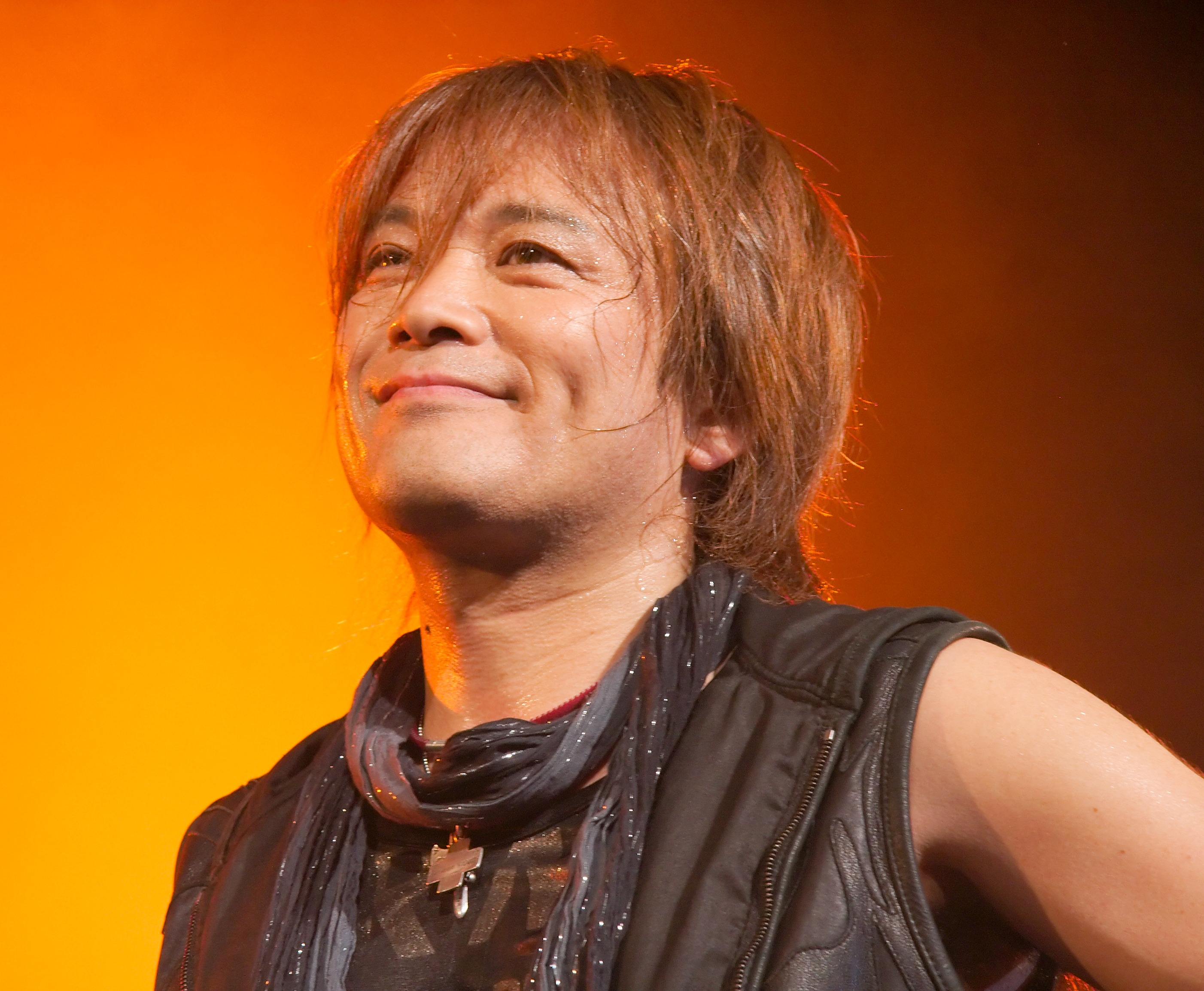
Hironobu Kageyama foi jurado da edição de 2010 do evento.

| Ano  | Jurados |
| ---- | --- |
| 2005 | Leiji Matsumoto Hironobu Kageyama Ippongi Bang Akifumi Takayanagi (TV Aichi) Shin Nagai (Tokyo Mode Gakuin) |
| 2006 | Go Nagai Hiroshi Kitadani Essai Ushijima (crítico de Cosplay) Yuji Tokita (MOFA) |
| 2007 | Monkey Punch Ichirou Mizuki Essai Ushijima (crítico de Cosplay) Yuji Tokita (MOFA) Ken Nagata (MLIT) |
| 2008 | Yumiko Igarashi Rica Matsumoto 10 juízes gerais |
| 2009 | Tōru Furuya (Seiyū) Go Nagai Ichirou Mizuki (cantor) Hamada Britney |
| 2010 | Tōru Furuya (Seiyū) Hironobu Kageyama Himeka (cantora) Hiroyuki Kobayashi (Sengoku Basara) Nobuyuki Takahashi (Inventor do termo "Cosplay")                                                                                        |
| 2011 | Tōru Furuya (Seiyū) JAM Project (Hironobu Kageyama, Masaaki Endoh, Masami Okui, Yoshiki Fukuyama e Hiroshi Kitadani) Inui Tatsumi (Administrador do site Cure) Takaaki Kitani Masaaki Nagase (Editor-chefe, Tokai Walker)          |
| 2012 | Tōru Furuya (Seiyū) Go Nagai Inui Tatsumi (Administrador do site Cure) May'n Rica Matsumoto |
| 2013 | Tōru Furuya (Seiyū) Tomokazu Sugita (Seiyū) Inui Tatsumi (Administrador do site Cure) Mel Kishida (Ilustrador) Ikenotani Ken (Produtor ACOS)                                                                                       |
| 2014 | Tōru Furuya (Seiyū) Mika Kanai Mel Kishida (Ilustrador) Inui Tatsumi (Administrador do site Cure) Andrea Vesnaver (Representante italiano do WCS 2013 Champion) Dr.Oh (produtor de Bushiroad) Azuma Fukashi（produtor da TV Tokyo) |

## Resultados
| Ano       | Campeão | Campeão                                                                                     | Vice-campeão       | Vice-campeão                                                      | Prêmio especial do "Brother Industries" | Prêmio especial do "Brother Industries"                                |  |
| --------- | ------- | ------------------------------------------------------------------------------------------- | ------------------ | ----------------------------------------------------------------- | --------------------------------------- | ---------------------------------------------------------------------- |  |
| 2005 1, 2 | Itália  | Giorgia Vecchini Francesca Dani Emilia FATA LIVIA                                           | –                  | –                                                                 | Japão                                   | Nakamura-han                                                           |  |
| 2006 3    | Brasil  | Maurício Somenzari Leite Olivas (Mah Psylocke) Mônica Somenzari Leite Olivas (Kawaii Aeris) | Japão              | Mariko Cyoko                                                      | Japão                                   | Goldi Aoisakuya                                                        |  |
| 2007      | França  | Damien Ratte Isabelle Jeudy                                                                 | Japão              | Kikiwan Naoki Shigure                                             | México                                  | Linaloe Rodriguez Rivera(Linamoon) Alejandra Rodriguez Rivera(Yunnale) |  |
| 2008      | Brasil  | Jéssica Moreira Rocha Campos (Pandy) Gabriel Niemietz Braz (Hyoga de toalha)                | China              | Zhao Chin Zhang Li                                                | Japão                                   | Yui Mino                                                               |  |
| 2009      | Japão   | YuRi RiE                                                                                    | Espanha            | Bereniç Serrano Vidal (Piruletosa) Laura Fernández Ramos (Madoka) | Estados Unidos                          | Elizabeth Licata (fatwetdog) India Davis (Dia)                         |  |
| 2010      | Itália  | Luca Buzzi Giancarlo Di Pierro                                                              | Brasil             | Gabriel Niemietz Gabrielle Valério                                | Tailândia                               | Orawan Patawicoon                                                      |  |
| 2011      | Brasil  | Maurício Somenzari Leite Olivas Mônica Somenzari Leite Olivas                               | Itália             | Marika Roncon Daniela Maiorana                                    | Austrália                               | Tessa Beattie Jessica L. Allie                                         |  |
| 2012      | Japão   | Yukari Shimotsuki Kaito                                                                     | Singapura          | Frank Koh Valerie Seng                                            | Singapura                               | Frank Koh Valerie Seng                                                 |  |
| 2013      | Itália  | Andrea Vesnaver Massimo Barbera                                                             | Estados Unidos     | Cassandra May Tiffany Tezna                                       | Estados Unidos                          | Cassandra May Tiffany Tezna                                            |  |
| 2014      | Rússia  | Nek (Neko-tin) Nichi                                                                        | Itália · Indonésia | NadiaSK MOGU Dharma Setiawan Ryan                                 | Dinamarca                               | Shinji Tiny                                                            |  |
| 2015      | México  | Juan Carlos Shema Arroyo                                                                    | Itália             | Akiba(Manuel Capitani) Luca Buzzi                                 | Estados Unidos                          | Alpacosplay(Ashley Rochelle) Yummy Gamorah(Sarah R.)                   |  |

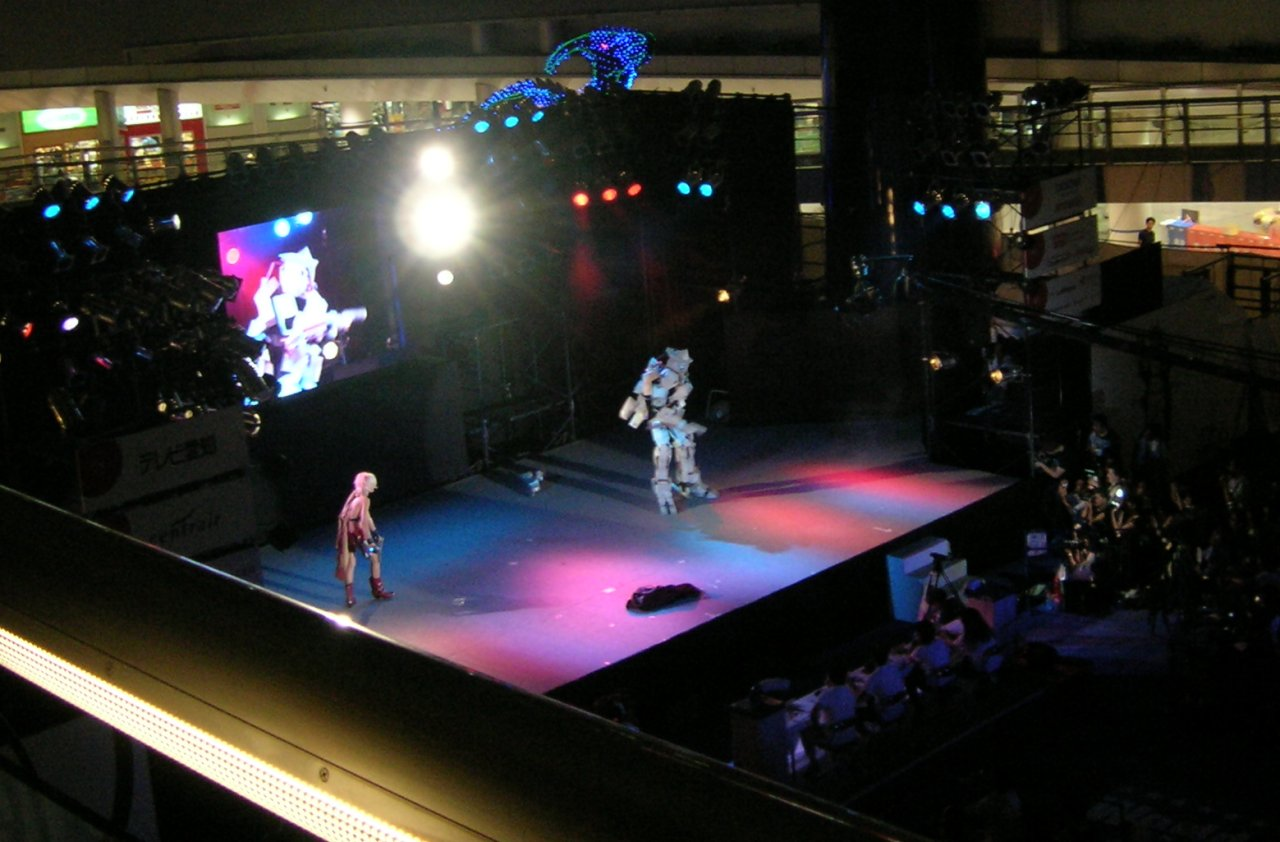
Performance dos cosplayers brasileiros, os grandes vencedores do WCS de 2008.

- ↑1  Grupo Campeão:  França (Pauline Mesa, Laurence Guermond Wendy Roeltgen)
- ↑2  Campeão Individual:  Itália (Giorgia Vecchini)
- ↑3  3º lugar:  Itália (Alessandro Leuti, Alessia de Magistris)

## Representantes brasileiros no evento
Abaixo, a lista dos coplayers que representaram o Brasil durante os anos:
| Ano  | As duplas                                                      |
| ---- | -------------------------------------------------------------- |
| 2006 | Maurício e Mônica Somenzari (Campeões do WCS)                  |
| 2007 | Thaís Jussim e Marcelo Fernandes (Oitavo colocado do WCS)      |
| 2008 | Gabriel Niemietz e Jéssica Campos (Campeões do WCS)            |
| 2009 | Juno Cecilio e Renan Aguiar (Sexto colocado do WCS)            |
| 2010 | Gabriel Niemietz e Gabrielle Valério (Segundo colocado do WCS) |
| 2011 | Mauricio e Mônica Somenzari (Campeões do WCS)                  |
| 2012 | Bruno Lorandi e Débora Guerra (Quarto colocado do WCS)         |
| 2013 | Maurício e Mônica Somenzari (Quarto colocado do WCS)           |
| 2014 | Tiago Diemer e Bruno Pazzim (Em disputa)                       |

## Organizações e eventos associados
As seguintes organizações realizam os concursos eliminatórios que elegem os representantes do país para o Cosplay Championship desde 2005 ou da estreia do país:
- Animexx (de:Animexx) / Connichi (de:Connichi)
- Animania (en:Animania)
- Yamato Cosplay (Anime Friends)
- Howell International Trade Fair Ltd.
- Samsung Everland / Wonder Cosplay Festival
- J-Popcon (da:J-Popcon)
- Ficomic (es:Ficomic) / Salão do Mangá de Barcelona (es:Salón del Manga de Barcelona)
- Comic Con Stockholm
- Cosplay Finland Tour / Tracon
- Japan Expo (fr:Japan Expo)
- Indonesia Cosplay Grand Prix
- ROMICS (it:Romics)
- Nipponbashi Street Festa (Osaka)
- Expo-TNT
- Hyper Japan
- Hinode
- Cosfest
- Negibose Thailand / Oishi Group
- Anime Central (en:Anime Central)
- Anime Alliance Philippines
- Iberanime (2014)
- PLAMO Q8 Club Expo (2014)

### Antigas organizações e eventos associados
- Editora JBC (2005 - 2014/15)
- Hangzou True Design Company Ltd. (2005–2007)
- Anime Expo (en:Anime Expo) (2005)
- New York Anime Festival (en:New York Anime Festival) (2005)
- FanimeCon (2010)
- AM2 (2011)
- Epitanime (fr:Convention de l'animation de l'Épita)(2005)
- Cosplay Festa no Tokyo Dome City (2006-2008)
- Layered XTRM no Castelo de Osaka Bandshell (2007)
- Cosplayers JAM Revolution (2008)
- Katsucon (2012)

## Fase de qualificação das organizações parceiras (a partir de 2012)

### Brasil
- Rio Anime Club - (em português)
- Sana Fest - (em português)
- Game World - (em português)
- Anime Festival BH - (em português)
- Anime Yuu - (em português)
- EUAnimeRPG - (em português)
- Kodama - (em português)
- AnimeXtreme - (em português)
- AniVenture - (em português)
- Shinobi Spirit (em português)

### EUA
- Hawaii Entertainment Expo (HEXXP) - (em inglês)
- Nan Desu Kan - (em inglês)

### México
- Anime Castle - (em espanhol)
- Comagon - (em espanhol)
- Ecom - (em espanhol)
- Expotaku - (em espanhol)
- Loli Fest - (em espanhol)
- Shinigami Fest - (em espanhol)